# Party, Bruder!
Party, Bruder! ist eine Reality-Show, die 2012 beim Sender VIVA Deutschland gezeigt wurde. Aufgrund mangelhafter Quoten wurde die Produktion eingestellt.

## Inhalt
Die Fernsehserie wurde nach dem Vorbild von Jersey Shore konzipiert. Sie begleitet drei Essener Steven (19), Anil (22), Bulut (19) und die aus Recklinghausen stammenden Nayef (19) und Moho (19) beim Job und im privaten Alltag. Bei Begebenheiten wie Führerscheinprüfung oder Problemen mit der Freundin sollen die fünf Protagonisten witzige Lebensweisheiten abliefern. Die Partyerlebnisse am Wochenende nehmen dabei eine zentrale Rolle ein.
In Folge 2 Die Karre ist eh Gammel zieht die Rapperin Schwesta Ewa einen der Protagonisten von einer Clubbesucherin weg, als dieser ungefragt die Frau am Po küsst. Er versucht im Anschluss die Rapperin aufdringlich anzuflirten, was diese aber abwehrt.

## Rezeption
Quotenmeter bemängelt, dass die Hauptfiguren sich „unangenehm aufdringlich, machohaft uncharmant“ verhielten. Überdies seien sie „mit einem abenteuerlichen Wortschatz ausgestattet.“ Die Partybrüder seien „allesamt viel zu nichtssagend und einander zu ähnlich, als dass sie sich durch mehr als ihre prollige und bemüht machohafte Art, sich zu geben von anderen Gesichtern der Reality-Doku-Szene abheben könnten.“

## Veröffentlichung
1. Schöne Haare, Bruder!
2. Die Karre ist eh Gammel
3. Ich bin der Geilste!
4. Auch eine schrumpelige Chili ist scharf
5. Ich seh aus wie ein Athletiker!
6. Bruder, was ist das denn?
7. Ich glaube, Berlin platzt, Bruder!
8. Moho, warum?
9. Du hast versucht, einen Adler einzusperren
10. Mach’ mich mal gut, Bruder!
11. Sie oder meine Jungs!
12. Überall wo ich bin, ist die, Alter.
13. Wallah, ich muss weinen!

Die Quoten lagen nach drei Wochen mit 90.000 Zuschauern bei 0,3 %. Auch die letzte Folge erreichte nur 0,3 % Marktanteil. Die komplette Staffel wurde am 28. März 2013 auf DVD veröffentlicht.